# Skins Game
Skins Game är en spelform i golf. Tävlingen går ut på att en ensam spelare ska vinna hålet (skins). Om flera spelare har samma resultat går spelet vidare till nästa hål med ackumulerad prispott. Så fortsätter det tills en ensam spelare har vunnit ett hål och därefter börjar spelet om. Om flera spelare delar det 18:e hålet fortsätter tävlingen genom särspel tills en spelare har vunnit.
På den amerikanska PGA-touren är en av tävlingarna Merrill Lynch Skins Game och den äger rum i november eller december efter att tourens tävlingar har avslutats för året. Den har spelats sedan 1983. Det är inte en officiell tävling i penningligan. Fred Couples  kallas för "Mr Skins" för sin dominans i tävlingarna. Han har vunnit 77 skins i elva tävlingar.

## Segrare i Skins game på PGA-touren
| År   | Segrare           | Prissumma dollar |
| 2004 | Fred Couples      | 640 000          |
| 2003 | Fred Couples      | 605 000          |
| 2002 | Mark O'Meara      | 405 000          |
| 2001 | Greg Norman       | 1 000 000        |
| 2000 | Colin Montgomerie | 415 000          |
| 1999 | Fred Couples      | 635 000          |
| 1998 | Mark O'Meara      | 430 000          |
| 1997 | Tom Lehman        | 300 000          |
| 1996 | Fred Couples      | 280 000          |
| 1995 | Fred Couples      | 270 000          |
| 1994 | Tom Watson        | 210 000          |
| 1993 | Payne Stewart     | 280 000          |
| 1992 | Payne Stewart     | 220 000          |
| 1991 | Payne Stewart     | 260 000          |
| 1990 | Curtis Strange    | 225 000          |
| 1989 | Curtis Strange    | 265 000          |
| 1988 | Raymond Floyd     | 290 000          |
| 1987 | Lee Trevino       | 310 000          |
| 1986 | Fuzzy Zoeller     | 370 000          |
| 1985 | Fuzzy Zoeller     | 255 000          |
| 1984 | Jack Nicklaus     | 240 000          |
| 1983 | Gary Player       | 170 000          |